# Čudežni studenec
Čudežni studenec je slovenska pravljica, uredil jo je Lojze Zupanc, izšla pa je v zbirki slovenskih pravljic Čudežni studenec leta 1960. Avtorji so Oskar Hudales, Venčeslav Winkler, Pavle Zidar in Lojze Zupan. Ilustriral in opremil jo je akademski slikar Janez Vidic.

## Povzetek vsebine
Pravljica pripoveduje o ubogem drvarju, ki je z ženo živel pod Menino planino.Vse življenje je trdo delal v gozdu, ko pa se je postaral, je gladoval z ostarelo ženo vred in žaloval za izgubljeno mladostjo. Nekega dne se mu je prikazala vila z Menine planine in ga zaradi poštenosti in delavnosti nagradila in ga odpeljala globoko v gozd k čudežnemu studencu, ki vrača mladost. Drvar se je napil mladosti in se mlad vrnil k svoji ženi in ji povedal, kaj je doživel. Žena je slilila vanj dokler ji ni povedal kje je čudežni studenec. Ko je prišla tja, je začela piti vodo in ker je želela postati mlajša od moža, je pila, dokler se ni pomladila v dojenčka. Drvar se je kmalu oženil in njegova druga žena je zibala dete - drvarjevo prvo ženo. Ljudje so se mu posmehovali in tudi sami pričeli iskati čudežni studenec, toda nikoli ga niso našli.

## Analiza
Zgodba se dogaja na dveh krajih. Del zgodbe se dogaja v majhni vasi pod Menino planino, del zgodbe pa se dogaja globoko v gozdu, kjer teče čudežni studenec. Čas dogajanja ni jasno razviden iz zgodbe. Glavna književna oseba je star, drvar, ki živi z ženo in oba žalujeta za izgubljeno mladostjo. Njun socialni status je nizek, saj se preživljata le s trdim delom v gozdu, v lasti pa sta imela le leseno bajto in majhen kos zemlje. Pomembno vlogo igra tudi vila, ki ima nadnaravne sposobnosti, saj pozna čudežni studenec, ki vrača mladost. Vidi stisko drvarja in ker je bil vse življenje pošten in delaven, se odloči, da mu pove za čudežni studenec. Drvar posluša vilo in neha piti vodo, ko mu vila to pove. Ni pa tako z drvarjevo ženo. Ta iz sebične želje, da bi postala mlajša od moža pije vodo dokler se ne pomladi v dojenčka. 
Nauk je, da nas sebičnost pokvari in škoduje ljudem okoli nas. Gozd je kraj, kjer je drvar delal celo življenje in tam tudi zapravil svojo mladost. Bruno Bettelheim pravi, da gozd  v pravljicah simbolizira kraj, kjer se soočimo z notranjo temo in se skoznjo prebijemo, razrešimo tudi negotovost o tem kdo smo in kjer spoznamo kdo želimo biti. Star drvar je v gozdu izgubil mladost, vendar jo je po nasvetu vile dobil nazaj. Za vile Bruno Bettelheim pravi, da se v zgodbah pojavijo na vsem lepem in pomagajo junaku najti srečo. Junaku nudijo pomoč in mu stojijo ob strani, v zameno pa ne zahtevajo ničesar. V obravnavani pravljici vila nudi pomoč drvarju, ko vidi njegovo stisko.

## Vzporedne pravljice s podobnim motivom
- Čudodelna torbica
- Čarobni mlinček
- Čudežno pletivo
- Aladin in čudežna svetilka
- Čudežna krava
- Čarobni šal
- Čarobna piščal
- Čarobna krogla
- Čudežni vodnjak

## Interpretacija
- Književne osebe:

```
 
Drvar
 - pošten, delaven, star, poslušen
 
Drvarjeva žena
 - stara, sebična, pohlepna, neučakana
 
Vila
 - prijazna, usmiljena
```

- Književni prostor: gozd, vas pod Menino planino
- Književni čas: neznan
- Pripovedovalec: tretjeosebni
- Motivi: Dobrota, usmiljenje, pohlep, poslušnost, poštenost
- Tematika: Pridobitev izgubljenje mladosti, posledice pohlepa

## Značilnosti ljudskega slovstva, ki jih najdemo v pravljici
- anonimnost: avtor ni znan
- ustno izročilo: prenašala se je iz roda v rod, nato so pravljice zbrali v zbirk
- osebe brez imen: osebe so označene samo s funkcijo, katero nosijo v pravljici (drvar, drvarjeva žena, vila), nimajo pa konkretnih imen
- ukrasni pridevki:: ubog (drvar), lesena (bajta), ostarela (žena), čudežni (studenec), temni (gozd)
- čudežna bitja: vila
- čudežni pojavi: studenec, ki vrača mladost

## Primerjava Čudežnega studenca in Čudežnega vodnjaka
Pravljici sta si po motivu podobni, razlikujeta pa se po zgodbi. V pravljici Čudežni vodnjak vodnjak odkrije bogat sin kana, ki napaja svojih devetnajst tisoč konj in v reki ni več dovolj vode. V pravjlici Čudežni studenec pa drvarju vila pokaže pot do čudežnega studenca. 
Drvar dobi mladost, sin kana pa le vodo za svoje konje, ki pa je nikoli ne zmanjka. Zato vedno daruje vodnjaku jalovo kobilo. Drvar pa vodo, ki mu vrne mladost, sprejme kot dar in nič ne da v zameno. Toda na koncu pravljice nikoli več ne najde studenca, sin kana pa se znova in znova vrača napojit konje in se nekoč spusti v vodnjak, da bi odkril njegovo skrivnost. V njem Tam odkrije vhod v grad, kjer spi lepotica, ki se bo poročila z vsakim, ki jo trikrat zaporedoma prebudi. Sin si to pridobi s pripovedovanjem pravljic in se poroči z lepotico. Drvarjeva žena pa se na koncu pomladi v dojenčka, ker je spila preveč vode iz čudežnega studenca.
```
Čudežni vodnjak je sinu kana prinesel dobro (ženo in vodo), čudežni studenec pa drvarju dobro in slabo (mladost in ženo-dojenčka)
```